# Annunciazione (Jan van Eyck Madrid)
L'Annunciazione è un dittico dipinto a olio su tavola in grisaille, del pittore fiammingo Jan van Eyck, databile a una fase avanzata della sua produzione, verso il 1440. È composto da due pannelli che misurano 39x24 cm ciascuno è conservato nella Museo Thyssen-Bornemisza di Madrid.

## Descrizione e stile
L'opera è un esempio significativo della produzione a grisaille di van Eyck, che rinuncia talvolta all'uso dei colori per creare figure ambivalenti come statue viventi, composte dal solo uso del bianco e del nero. Una rappresentazione simile si trova anche, ad esempio, in due scomparti del Polittico di Gand (1426-1432).
Le piccole dimensioni dell'opera fanno pensare a un dipinto destinato alla devozione privata, magari da essere portato in viaggio.
L'iscrizione sulla cornice riporta le parole dell'Angelo e di Maria (Luca 1:26-38). I due protagonisti sono raffigurati su piedistalli e la luce che li colpisce crea effetti di notevole rilievo, con un panneggio frastagliato e dalle pieghe pesanti. La sapienza del Van Eyck nel creare illusioni ottiche si rivela nelle ombre che le figure sembrano gettare sulle cornici di pietra nonché nel loro riflettersi sulla finta superficie lucida e specchiante alle spalle. Maria tiene in mano il tipico attributo del libro (simbolo dell'avverarsi delle Sacre Scritture) ed è visitata dalla colomba dello Spirito Santo. Nonostante l'apparenza di statue le figure sembrano più che mai vive, con una gestualità naturale e con un'apparenza morbida e soffusa delle carni e di dettagli come le ali dell'angelo. Sicuramente il pittore aveva voluto giocare con questa ambivalenza, creando un fine gioco intellettuale che appassionava la committenza. Il retro è marmorizzato.